# 水黄皮
水黄皮（学名：Millettia pinnata）是蝶形花科崖豆藤属的植物，为乔木植物，分布于印度、中國、日本、臺灣、馬來群島、澳大利亚和太平洋三大島群。

## 描述

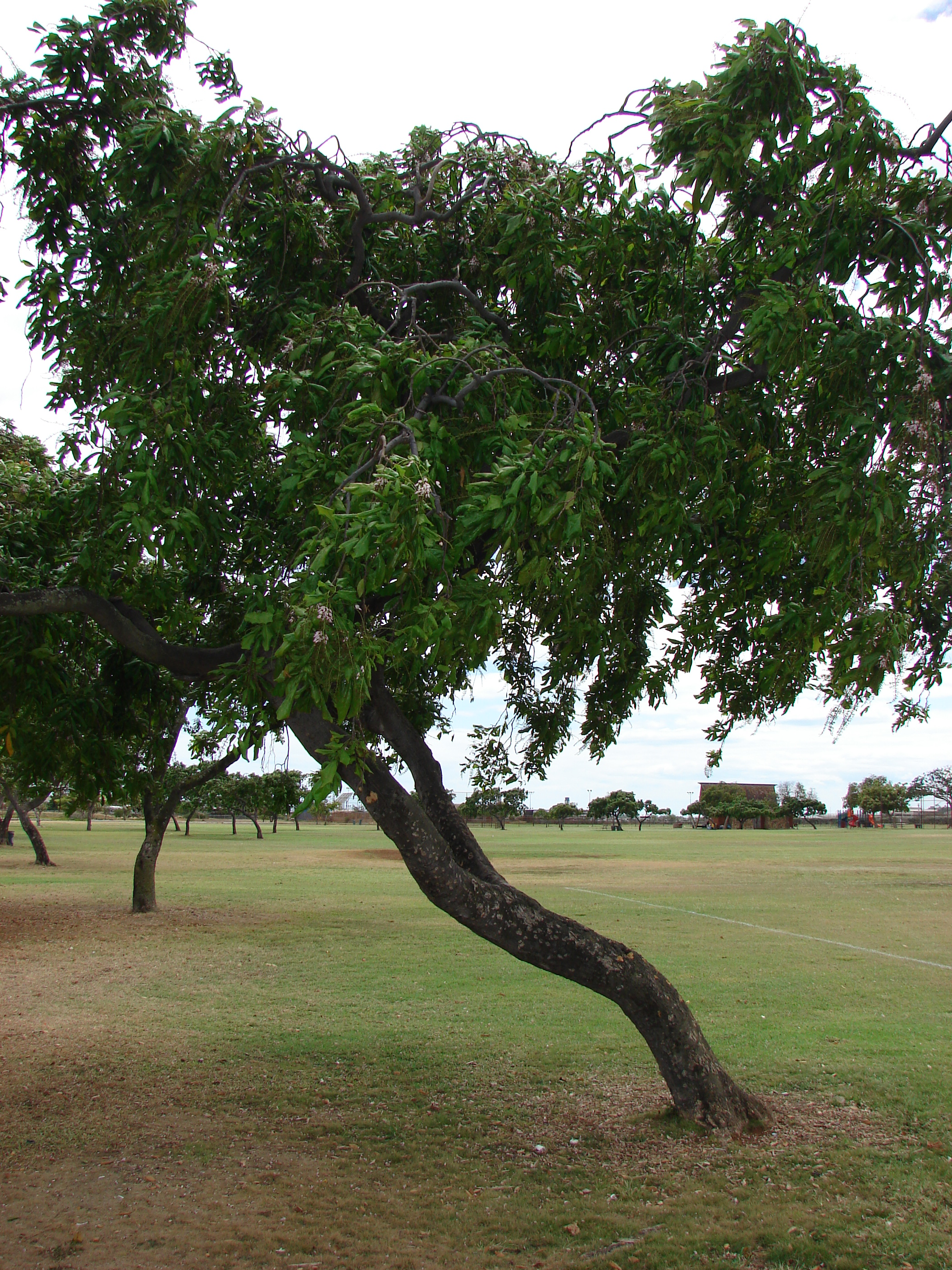
夏威夷群島歐胡島的水黄皮

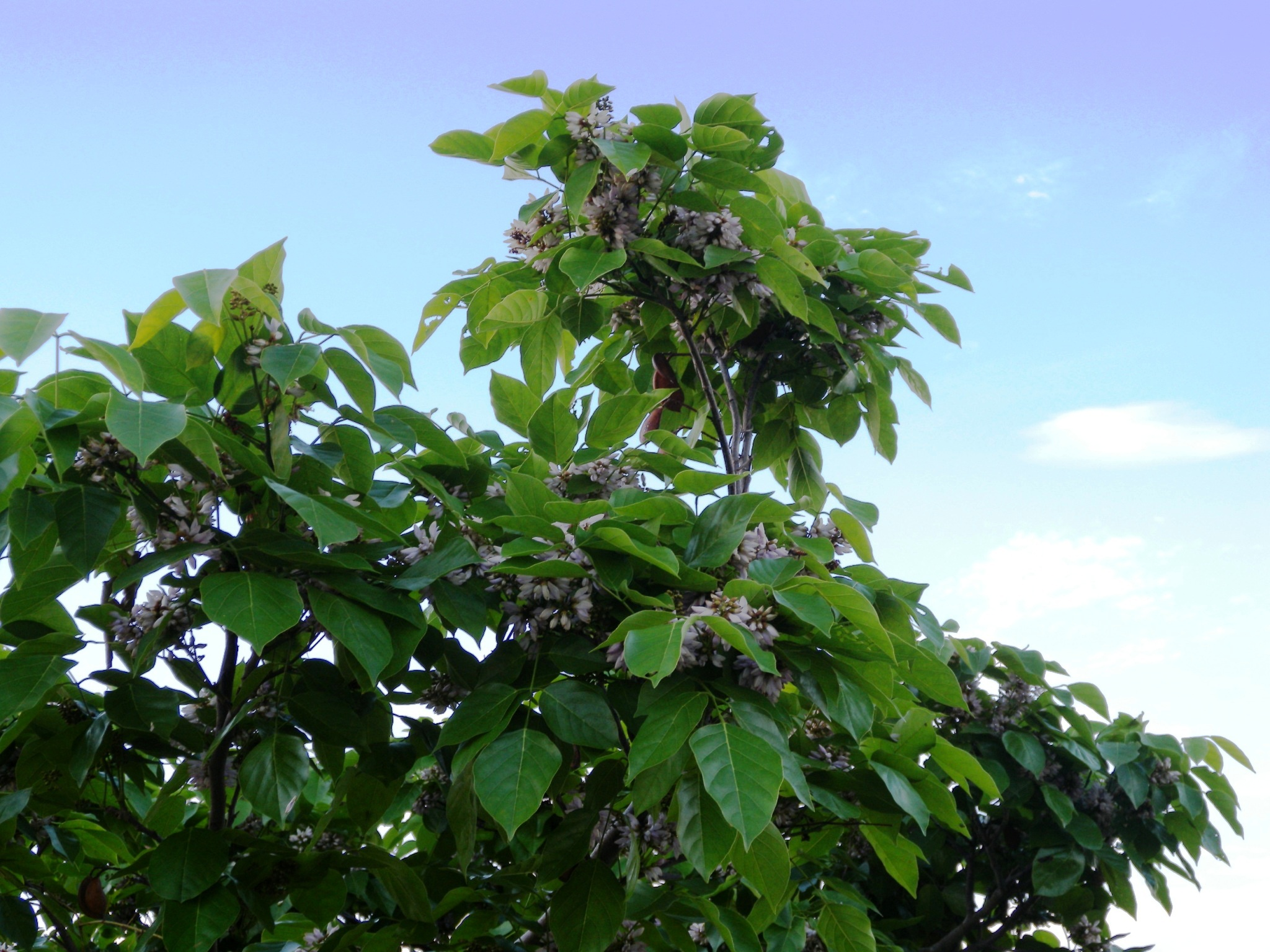
台灣的水黄皮

水黃皮是生長高度為15-25公尺的常綠喬木或半落葉喬木，壽命可達100年。樹幹呈彎曲狀；種植5年後開始開花，花朵為白、紫或粉紅色，成熟的豆莢為褐色；卵形葉子光滑，深綠色。根系發達，為耐旱的陽性植物，其共生的根瘤菌可固定空氣中的氮氣。

### 葉
葉互生，一回奇數羽狀複葉。小葉革質，長橢圓形或卵形，5-7枚對生，葉片長約6-23公分，寬約 4-13 公分。基部鈍形或圓形，先端鈍凸尖，全緣或皺曲緣，兩面光滑無毛。葉柄具橫向紋路。葉搓揉後有臭腥味。

### 花
花兩性，總狀花序，腋生，長15～20 cm；花冠蝶形，長約8-10 mm，花瓣淡紫色且基部癒合，外側面被有平貼伏毛（appressed hairs），內面無毛或被有稀疏細毛。雄蕊10束，其中9束花絲單體，一束游離。花葯被毛。子房無柄且被有伏毛，花柱向內彎曲。胚珠2顆，偶見3顆。

### 果
莢果扁平且厚，橢圓形刀狀，一般不開裂。木質，光滑無毛。長約 4–7 cm，寬約 1.5–3 cm。果實末端具短喙。種子橫向橢圓1-2顆，約12 x 9 mm。

## 自然史
水黃皮一年有春、秋兩次花期，每年4-5月及9-11月會開花。果莢耐水耐鹽，可以隨水流傳播，甚至海漂。

## 分布
本種主要原生於東亞、南亞、澳洲，及太平洋諸島等熱帶及亞熱帶地區海濱，常生長於海岸林。
- 亞洲：中國南部（福建、廣東、海南）、台灣、日本（九州、琉球）、孟加拉、印度、斯里蘭卡、印尼、巴布亞紐幾內亞、緬甸、泰國、越南、馬來西亞、菲律賓、新加坡、聖誕島等。
- 大洋洲：澳大利亞（昆士蘭、北領地）、密克羅尼西亞、帛琉、關島、馬里亞納群島、斐濟、薩摩亞

除原生地之外，本種在非洲亦有人工栽培，在留尼旺、毛里斯等西印度洋島嶼則有歸化紀錄。

## 用途
本物種根系發達，且耐鹽性強，可抵抗強風，在台灣常用作景觀設計、 行道樹及防風林植物。木材致密，過去台灣農家會拿來製作牛車車輪和農具，堅固耐用。種子可供榨油，油含量約為重量的25%，在印度為生物柴油的原料。
澳大利亞原住民會將其用於毒魚，但本種同時在民俗醫藥中也用作醫藥，特別是印度。

## 辭源
「水黃皮」一名得名自另一種芸香科植物「黃皮」，乃因葉形類似且多生長於水邊之故。

## 別名
水流豆、臭腥仔、九重吹。